# 高收入經濟體

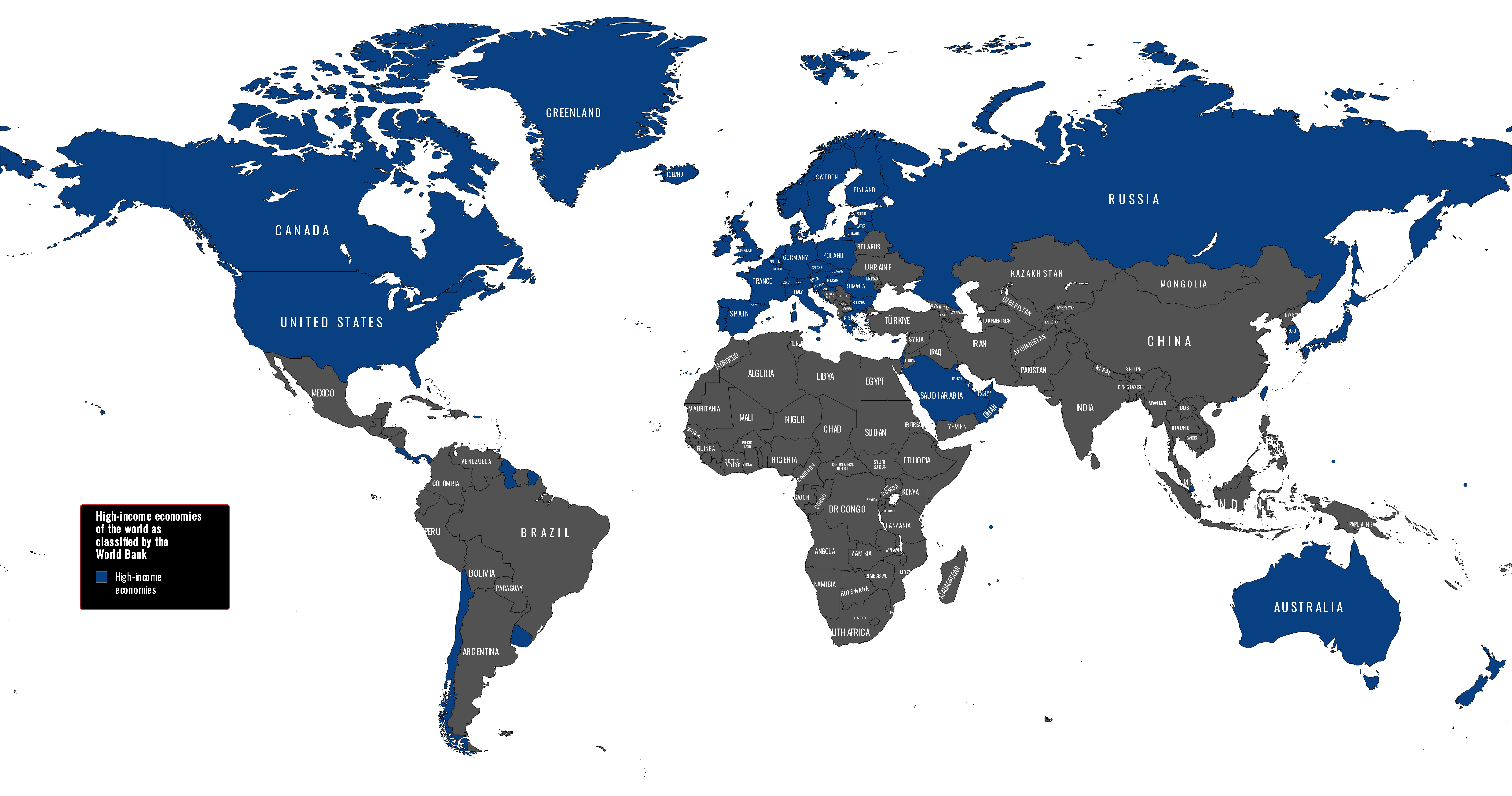

高收入經濟體（high-income economy），根據世界銀行的定義，使用圖表集法計算的人均國民總收入超過某個標準的經濟體，稱為高收入經濟體。此標準在2021年為12,695美元。
“高收入經濟體”雖然經常與“第一世界” 和“發達國家”混用，但在這些術語的定義有所不同：“第一世界”通常是指美國和北約同陣營的國家；而“發達經濟體”則不僅要高收入，還要有較先進的科技，因此某些高收入國家是發展中國家。例如：海灣合作委員會國家，因这些国家经济过于依赖石油出口而被列為「發展中高收入國家」。

## 高所得經濟體一覽
根據世界銀行定義，共有81個高所得經濟體。

### 亞洲國家/地区（共14个）
- 以色列（1987－）
- 日本（1987－）
- 科威特（1987－）
- （1987－）
- 新加坡（1987－）
- 阿联酋（1987－）
- （1987、1990－）
- 巴林（1987－1989、2001－）
- （1995－1997、2001－）
- 沙烏地阿拉伯（1987－1989、2004－）
- 阿曼（2007－）
- 香港（1987－）
- 澳門（1994－）
- 臺灣（1987－）

### 大洋洲國家/地区（共7个）
- （1987－）
- 新西兰（1987－）
- 帛琉（2016－2020、2023－）
- 法屬玻里尼西亞（1990－）（法國屬地）
- 關島（1987－1989、1995－）（美國屬地）
- 新喀里多尼亞（1995－）（法國屬地）
- （1995－2001、2007－）（美國屬地）

### 歐洲國家/地区（共40个）
- 奥地利（1987－）
- 比利时（1987－）
- 丹麦（1987－）
- 芬兰（1987－）
- 法國（1987－）
- 德国（1987－）
- 冰島（1987－）
- 愛爾蘭（1987－）
- 義大利（1987－）
- 盧森堡（1987－）
- 荷蘭（1987－）
- 挪威（1987－）
- 西班牙（1987－）
- 瑞典（1987－）
- 瑞士（1987－）
- 英国（1987－）
- 賽普勒斯（1988－）
- 安道尔（1990－）
- 列支敦斯登（1994－）
- 摩納哥（1994－）
- 葡萄牙（1994－）
- 希腊（1996－）
- 斯洛維尼亞（1997－）
- 圣马力诺（1991－1993、2000－）
- 馬爾他（1989、1998、2000、2002－）
- 捷克（2006－）
- 爱沙尼亚（2006－）
- 斯洛伐克（2007－）
- 波蘭（2009－）
- 拉脫維亞（2009、2012－）
- 立陶宛（2012－）
- 匈牙利（2007－2011、2014－）
- （2008－2015、2017－）
- 羅馬尼亞（2019, 2021－）
- 俄羅斯（2012－2014、2023－）
- 保加利亚（2023－）
- 法罗群岛（1987－）（丹麥屬地）
- 海峽群島（1987－）（英國屬地）
- 马恩岛（1987－1989、2002－）（英國屬地）
- 直布罗陀（2009－2010、2015－）（英國屬地）

### 美洲國家/地区（共22个）
- 加拿大（1987－）
- 巴哈马（1987－）
- 美国（1987－）
- （1989、2000、2002、2006－）
- 千里達及托巴哥（2006－）
- 圣基茨和尼维斯（2011－）
- 安地卡及巴布達（2002、2005－2008、2012－）
- 智利（2012－）
- 乌拉圭（2012－）
- 英屬維爾京群島（2015－）
- 巴拿马（2017－2019、2021－）
- （2022－）
- 百慕大（1987－）（英國屬地）
- 格陵兰（1987－）（丹麥屬地）
- 美屬維爾京群島（1987－）（美國屬地）
- 开曼群岛（1993－）（英國屬地）
- 阿鲁巴（1987－1990、1994－）（荷蘭屬地）
- （1994－）（荷蘭屬地）
- 荷屬聖馬丁（1994－）（荷蘭屬地）
- 波多黎各（1989、2002－）（美國屬地）
- （2009－）（英國屬地）
- 法属圣马丁（2010－）（法國屬地）

### 非洲国家/地区（共1个）
- 塞舌尔（2014－）

## 曾是高所得經濟體的國家及地區
这些国家和地区在1987年－2017年的某些年份为高收入经济体，但根据最近的分类是中等收入经济体或低收入经济体：
- 美属萨摩亚（1987－1989）
- 马约特（1990）
- （1994－2009）（2010年10月10日，荷属安的列斯解体，库拉索与荷属圣马丁成为隶属于荷兰王国的构成国。）
- 赤道几内亚（2007－2014）
- 阿根廷（2014、2017）
- 委內瑞拉（2014）
- 瑙鲁（2015）
- （2013－2015）
- 土耳其（2013－2014）

## 历年標準
高收入經濟體的門檻在最初三年為美金6000元，後來依據美國、日本、德國、法國、英國等五國的平均通膨率修改門檻，在2001年後，新增整個歐元區的平均通膨率。為了不讓某個經濟體的人均收入剛好等於門檻，因此讓數據的個位數保持在0或5。
| 数据年份 | 門檻 （美元） | 发布日期   |
| -------- | ------------- | ---------- |
| 1987     | 6,000         | 1988-10-02 |
| 1988     | 6,000         | 1989-09-13 |
| 1989     | 6,000         | 1990-08-29 |
| 1990     | 7,620         | 1991-09-11 |
| 1991     | 7,910         | 1992-08-24 |
| 1992     | 8,355         | 1993-09-09 |
| 1993     | 8,625         | 1994-09-02 |
| 1994     | 8,955         | 1995-06-08 |
| 1995     | 9,385         | 1996-06-03 |
| 1996     | 9,645         | 1997-07-01 |
| 1997     | 9,655         | 1998-07-01 |
| 1998     | 9,360         | 1999-07-01 |
| 1999     | 9,265         | 2000-07-01 |
| 2000     | 9,265         | 2001-07-01 |
| 2001     | 9,205         | 2002-07-01 |
| 2002     | 9,075         | 2003-07-01 |
| 2003     | 9,385         | 2004-07-01 |
| 2004     | 10,065        | 2005-07-01 |
| 2005     | 10,725        | 2006-07-01 |
| 2006     | 11,115        | 2007-07-01 |
| 2007     | 11,455        | 2008-07-01 |
| 2008     | 11,905        | 2009-07-01 |
| 2009     | 12,195        | 2010-07-01 |
| 2010     | 12,275        | 2011-07-01 |
| 2011     | 12,475        | 2012-07-01 |
| 2012     | 12,615        | 2013-07-01 |
| 2013     | 12,745        | 2014-07-01 |
| 2014     | 12,735        | 2015-07-01 |
| 2015     | 12,475        | 2016-07-01 |
| 2016     | 12,235        | 2017-07-01 |
| 2017     | 12,055        | 2018-07-01 |
| 2018     | 12,375        | 2019-07-01 |
| 2019     | 12,575        | 2020-07-01 |
| 2020     | 12,695        | 2021-07-01 |
| 2021     | 13,205        | 2022-07-01 |
| 2022     | 13,845        | 2023-07-01 |
| 2023     | 14,005        | 2024-07-01 |